# Gustaf Göthlin

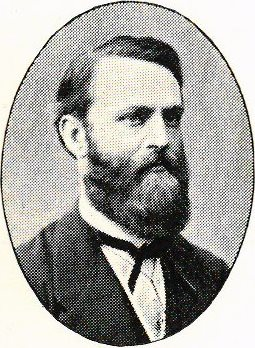
Gustaf Wilhelm Göthlin

Gustaf Wilhelm Göthlin, född 13 december 1839 i Götlunda socken, Örebro län, död 7 juli 1895 på herrgården Naddö i Örberga socken, Östergötlands län, var en svensk psykiater. Han var far till Gösta Göthlin.
Göthlin blev student vid Uppsala universitet 1859, medicine kandidat 1868 och medicine licentiat 1872. Han var läkare vid kronoarbetsstationen i Borghamn 1871–80, stadsläkare i Vadstena 1872–78, biträdande läkare vid Vadstena hospital 1872–78 och överläkare där från 1878.